# 纳赛尔·阿厮兰伊利克
纳赛尔·阿厮兰伊利克（10世纪—11世纪），喀喇汗国王族，中亚河中地区的征服者。
阿厮兰伊利克就是狮王，比大汗低一等。他的领地在费尔干纳的乌兹干。999年10月21日，他率军顺利进入萨曼王朝的首都布哈拉，俘虏萨曼王朝末代国王阿布都·马利克，送到乌兹干。他留下总督镇守布哈拉，自己返回乌兹干。